# Matteo Zaccolini
Padre Matteo Zaccolini, född (döpt 15 april) 1574 i Cesena, död den 13 juli 1630 i Rom, var en italiensk målare.
Zaccolini utmärkte sig i perspektivmåleriet, i vilket han skall ha undervisat Domenichino och Poussin. Han blev munk och ingick i teatinorden. Hans främsta arbeten finns i denna ordens kyrka San Silvestro al Quirinale. Han skrev också en avhandling om perspektivet.